# Royan Challenger 1981
Il Royan Challenger 1981 è stato un torneo di tennis facente parte della categoria ATP Challenger Series nell'ambito dell'ATP Challenger Series 1981. Il torneo si è giocato a Royan in Francia dal 10 al 17 agosto 1981 su campi in terra rossa.

## Vincitori

### Singolare
Jaroslav Navrátil ha battuto in finale  Jan Gunnarsson con il punteggio di 6–1, 6–4, 6–3

### Doppio
Cliff Letcher /  Warren Maher hanno battuto in finale  Anders Järryd /  Stefan Simonsson con il punteggio di 7–5, 7–5